# Modelo de Atkinson-Shiffrin
El modelo de Atkinson-Shiffrin es una hipótesis sobre cómo funciona el almacenamiento de recuerdos en el cerebro. Fue propuesta el 1968 por Sarah Atkinson y Richard Shiffrin. Este modelo propone que la memoria humana se compone de tres apartados:
- un registro sensorial, donde la información de tipo sensorial pasa a formar parte de la memoria,
- un almacenamiento de datos a largo plazo,
- un almacenamiento de datos a corto plazo, también denominado memoria de trabajo, el cual recibe datos de tipo sensorial y también datos de la memoria a largo plazo .

Desde su primera publicación, esta hipótesis ha sido criticada por varios motivos, esto no impide que sea un modelo muy valioso, puesto que ha servido de estímulo para salir adelante la investigación sobre el funcionamiento de la memoria.

## Historia
Este modelo es un intento para explicar como el cerebro humano almacena datos y los recupera de lo que denominamos memoria. Anteriormente a la formulación de la hipótesis de Atkinson y Shiffrin en 1968, ya existía la idea de haber diferentes tipos de memoria cerebral. William James había descrito en 1890 una memoria primaria y una memoria secundaria; según este modelo, la primaria consistía en pensamientos que se mantenían de forma consciente durante un breve tiempo, mientras que la secundaria consistía en un almacenamiento de datos permanente, realizado de forma inconsciente. En aquel momento, la sencillez de la propuesta fue poco aceptada. Atkinson y Shiffrin incluyeron pruebas para fundamentar la hipótesis, añadieron otra categoría dentro de la memoria, la sensorial, y describieron varios procesos del control que regulan la transferencia de datos de la memoria.
A continuación de la primera publicación del modelo, se añadieron extensiones desarrollándola, por ejemplo describiendo una memoria precategórica de tipo acústico, se investigó sobre la existencia de una posible memoria asociativa, el modelo que explica los elementos perturbadores de la memoria, y el nivel de permanencia de los conocimientos adquiridos (permastore). A partir de este han surgido marcos alternativos, como el procedimiento de reincorporación, el modelo distintivo o el modelo de Baddeley y Hitch sobre la memoria de trabajo, entre otros.

## Memoria sensorial
Cuando los sentidos detectan un estímulo del entorno, la información sobre dicho estímulo está brevemente disponible en lo que Atkinson y Shiffrin denominan los registros sensoriales. Aunque a menudo se denomina en singular (registro sensorial o memoria sensorial), en realidad se trata de múltiples registros, uno por cada sentido. Los registros sensoriales no procesan la información procedente de los estímulos, sino que solo la detectan y la mantienen para poderla usar a corto plazo. Por esta razón Atkinson y Shiffrin también denominaron a los registros "reguladores" (buffers), puesto que evitan abrumar los procesos cognitivos superiores con inmensas cantidades de información, es decir, regulan qué merece la pena conservar en la memoria definitiva y que no. La información solo se transfiere al almacenamiento a corto plazo cuando llama la atención, si no es así y el interés pierde interés rápidamente y pasa al olvido.
Aunque hay un consenso general que existe un registro de memoria para cada sentido, la mayor parte de la investigación sobre la memoria sensorial se ha centrado en el sistema visual y el auditivo. 

### Memoria icónica
La memoria icónica, que está relacionada con el sistema visual, es quizás la más estudiada de todos los registros de memoria. La idea original que proponía la existencia separada de registro sensoriales además de la memoria de corto plazo y de la de largo plazo, ha sido demostrada de forma experimental con el uso de un taquistoscopio. La memoria icónica está solo limitada por el campo visual, esto implica que, tan pronto como un estímulo entra en el campo de visión no hay límite en cuanto a la cantidad de información que la memoria icónica puede mantener en un momento determinado. Los registros sensoriales no permiten que toda la información sea procesada  (es reguladora) y resulta irónico que esta memoria mantenga grabada información de estímulos visuales como la forma, la medida, el color y la localización, pero no su significado semántico. Cómo que el procesamiento en un nivel superior está limitado por su capacidad, no toda la información de la memoria sensorial puede ser transferida hacia la memoria a corto plazo. Se ha argumentado que el bloqueo mental momentáneo de la captura de información visual permite la selección de aspectos específicos que tendrían que conservarse en la memoria para ser procesados más adelante. La mayor limitación de la memoria icónica es la rápida decaída de la duración de la información que almacena; las entradas en la memoria icónica decaen pasados unos 0,5-1,0 segundos.

### Memoria auditiva
La memoria auditiva (o ecoica, según terminología de Ulric Neisser) es la información procedente del sistema auditivo que queda grabada a la memoria. Igual como la memoria icónica, solo retiene aspectos superficiales del sonido (por ejemplo, el tono, el tempo o el ritmo) pero tiene una capacidad casi ilimitada. Generalmente se considera que la memoria auditiva tiene una duración de entre 1,5 y 5 segundos dependiente del contexto pero se ha visto que también puede durar hasta 20 segundos en ausencia otros estímulos que compitan aportando información al mismo tiempo.

## Memoria a corto plazo
Mientras que la mayor parte de la información de la memoria sensorial se desestima y acaba en el olvido, hay una parte que capta la atención del sujeto y pasa a la memoria a corto plazo, también llamada memoria de trabajo. Hay que notar que encara memoria a corto plazo y memoria de trabajo a menudo se usan de forma indistinta, originalmente no querían decir el mismo y no se tendrían que emprar siempre como sinónimas.

### Duración
Cómo pasa con la memoria sensorial, la información que entra en la memoria a corto plazo, al pasar un tiempo decae deja de estar grabada y se pierde, pero su duración es algo más larga que en la memoria sensorial, aproximadamente entre 18 y 20 según cuando la información ya no se requiere por la actividad en curso, pero es posible que esto dependa de la modalidad y entonces puede llegar hasta 30 segundos. Afortunadamente, la información se puede mantener en el almacenamiento a largo plazo durante mucho más tiempo del que Atkinson y Shiffrin denominaban una actividad práctica o de interpretación. La información auditiva se puede posar literalmente en práctica interpretando el que acabamos de sentir (unas notas, por ejemplo): con la repetición continuada de los ítems. No obstante, la expresión memoria a corto plazo también se puede aplicar a cualquier información que se está reteniendo, como cuando una imagen es retenida intencionalment en la mente. Otra característica de la memoria a corto plazo es que la información no hace falta que sea del mismo tipo como pasa con los inputs sensoriales. Por ejemplo un texto escrito es una información que llega de forma visual puede ser almacenado como información auditiva y a la inversa una información auditiva puede ser almacenada como información visual. Según este modelo, la práctica o interpretación de la información permite que sea almacenada con más permanencia, a la memoria de largo plazo. Atkinson y Shiffrin trataron largamente el tema de la duración del almacenamiento de la información visual y auditiva pero no dedicaron mucha atención a la interpretación y almacenamiento otros tipos de información, debido a las dificultades experimentales de estudio de estas modalidades.

### Capacidad
Hay un límite respecto a la cantidad de información que se puede mantener en la memoria a corto plazo: 7 ± 2 chunks (trozos, fragmentos). Un chunk, término que George Armitage Miller empleó por primera vez en su artículo seminal The Magical Number Seven, Plus or Minus Two («El mágico número siete, más o menos dos»), se define como la unidad mínima de información que puede ser retenida a la memoria. Sin embargo, algunos chunks pueden ser percibidos como una unidad a pesar de poderse descomponer en unidades más pequeñas: por ejemplo "1066" puede ser una serie formada por cuatro dígitos "1, 0, 6, 6" o la unidad semántica "1066", que es el año en que se libró la batalla de Hastings. La conversión de elementos en chunks permite que tiras largas de información puedan ser almacenadas en la memoria: 149283141066 corresponde a doce elementos individuales, mucho más del que puede retener la memoria a corto plazo, pero se puede agrupar semánticamente en 4 chunks: "1492=llegada de Cristóbal Colón a América" + "8" + "314=3,14→π + "1066=Batalla de Hastings". Dado que la memoria a corto plazo tiene una capacidad limitada, esto también limita la cantidad de información a la cual podemos prestar atención en un momento determinado.

## Memoria a largo plazo
Este tercer nivel de almacenamiento de datos es un tipo de memoria permanente o casi. La información almacenada aquí puede ser copiada y transferida a la memoria a corto plazo donde podrá ser manipulada cuando la atención lo requiera.

### Transferencia desde la memoria a corto plazo
Los datos que llegan a la memoria a largo plazo proceden de la memoria a corto plazo y son transferidas de una manera más o menos automática. Esto sucede, según la hipótesis de Atkinson y Shiffrin, mientras la información retenida a la memoria a corto plazo sigue siendo objete de atención. De este modo, varias gradaciones de la atención son responsables de las variaciones en la duración del almacenamiento de datos a la memoria. Por lo tanto, cuanto más tiempo un dato sea retenido a la memoria a corto plazo, con más bastante pasará hacia la memoria a largo plazo. Algunas variables extrañas en un estudio (las variables independientes que pueden causar cambios en las variables dependientes y por lo tanto dar lugar a resultados no deseados) podrían ser: 
- Diferencias entre los participantes (habilidades personales de un individuo), que darían diferencias entre cada participante y su nivel en la capacidad de memoria.
- Las características de aquello que se pide que recuerden (dependerá de los conocimientos previos que los participantes tengan sobre el experimento)
- Efecto del experimentador (que es la influencia que el investigador pueda inferir a través de sus expectativas y con la posibilidad de decantar la interpretación de los resultados para verse cumplido el que  esperaba que pasara)
- Instrucciones y procedimientos no estandarizados (el efecto sobre los participantes si reciben diferentes instrucciones o si el procedimiento no es consistente, también afectará en las variaciones de las condiciones).

Atkinson y Shiffrin citaron como pruebas sobre la existencia de este mecanismo de transferencia, los estudios realizados por Hebb (1961) y Melton (1963), los cuales muestran que la repetición de rutinas mejora la memoria a largo plazo. También Hermann Ebbinghaus hizo experimentos que demostraban que el olvido aumenta en la información que se estudia menos veces. Otro hecho que llamó la atención de los proponentes de la hipótesis, fue notar que hay procesos de codificación más fuertes que la simple práctica rutinaria, concretamente en cuanto a la información nueva en relación con la información que ya ha iniciado su camino hacia la memoria a largo plazo.

### Capacidad y duración
En este modelo, como en la mayoría de modelos propuestos sobre el funcionamiento de la memoria, se asume que la memoria a largo plazo casi no tiene límites tanto en duración como en capacidad. Se da a menudo el caso que las estructuras cerebrales empiezan a deteriorarse y a fallar antes de que se haya logrado el límite de aprendizaje. Pero no hay que dar por hecho que cualquier dato almacenado a la memoria a largo plazo sea accesible en cualquier momento de la vida de una persona. Más bien, se nota que las conexiones, pistas y asociaciones que usa la memoria se deterioran; el que pasa es que la memoria permanece intacta pero inabarcable, está disponible pero no siempre accesible.

## Pruebas

Los estudios de personas con lesiones al hipocampo (en rojo) demostró la existencia de,como mínimo dos sistemas separados de memoria: uno a corto plazo y otro a largo plazo.

En la época que se publicó por primera vez este modelo, había una división entre los científicos sobre si la memoria funcionaba con un solo proceso responsable del almacenamiento o si el proceso era dual (la memoria a corto plazo y la memoria a largo plazo). Atkinson y Shiffrin citaron estudios sobre lesiones del hipocampo como prueba que demostraba la existencia de dos sistemas de almacenamiento. En estos estudios se mostraba que los pacientes con lesiones bilaterales en la región del hipocampo casi no tenían habilitado para retener datos a largo plazo mientras que su capacidad de memoria a corto plazo permanecía intacta. Se puede deducir lo mismo de los estudios realizados por la neurocientífica Brenda Milner sobre el caso de un paciente llamado Henry Molaison, el cual se sometió a una extirpación de la parte bilateral media temporal, operación con la cual perdió la mayor parte de su hipocampo. A partir de estos datos se acepta que hay una clara separación entre la memoria a largo plazo y la memoria a corto plazo.

## Críticas

### La memoria sensorial como almacenamiento separado
Una de las primeras críticas que recibió este modelo fue la inclusión de los registros sensoriales como parte de la memoria. La hipótesis de Atkinson y Shiffrin describía los registros sensoriales como estructura y al mismo tiempo como proceso de control. A partir de aquí se deduce que, si los registros sensoriales son de hecho procesos de control, no hay necesidad de un sistema compuesto por tres partes. Revisiones posteriores, en respuesta a esta crítica, han incluido los registros sensoriales dentro de la memoria a corto plazo.

### División y naturaleza de la memoria en uso
Baddeley y Hitch hicieron una crítica a la estructura de la memoria a corto plazo, proponiendo subdividirla en múltiples componentes. En el trabajo original de Atkinson y Shiffrin no se había tratado el tema por la escasez de estudios de investigación al respeto y, como que siguen sin haber basta estudios que aporten pruebas, el modelo propuesto por Baddeley y Hitch sobre la memoria de trabajo se tendría que considerar como un refinamiento del modelo original.

### La práctica como único mecanismo de transferencia
Otra crítica fue para sugerir que la práctica sea el proceso clave que inicia y facilita la transferencia de información hacia la memoria a largo plazo. Hay pocas pruebas que demuestren esta parte de la hipótesis, y la recuperación de datos de la memoria a largo plazo se podría explicar mejor dentro de un marco que incluya varios niveles de procesamiento. Según este marco encaja el hecho que los datos que están codificadas a un nivel más profundo y más semántico son las que tienen un mejor arraigo a la memoria a largo plazo. Según Atkinson y Shiffrin, esta crítica no está fundamentada, los cuales establecieron claramente una diferencia entre práctica y codificación, siendo la codificación similar a un proceso elaborativo que, en niveles de procesamiento, correspondería al nivel más profundo. Desde esta perspectiva, los noveles de procesamiento se podrían considerar más bien como una extensión del modelo de Atkinson y Shiffrin y no una refutación.

### División de la memoria a largo plazo
Un punto flojo detectado en el modelo es la descripción de la memoria a largo plazo: se ha dicho que es poco creíble que diferentes tipos de información, como por ejemplo las habilidades motrices para montar en bicicleta, la memoria de vocabulario o la memoria de la vida personal de cada cual estén grabados de la misma forma. Endel Tulving ha hecho notar la importancia de la codificación específica dentro de la memoria a largo plazo. Hay diferencias claras en la forma como la información se almacena dependiendo de sí es información episódica (memoria de acontecimientos), procedimental (conocimientos sobre como hacer una actividad) o semántica (conocimientos en general). Un ejemplo viene del estudio del caso Henry Molaison: para él aprender una simple tarea motriz (seguir la silueta de una estrella en un espejo), que implicaba usar la memoria a largo plazo, no estaba afectada por las lesiones bilaterales al hipocampo mientras que otras habilidades a largo plazo como el aprendizaje de vocabulario y la memoria de acontecimientos estaban severamente afectadas.

## El modelo de búsqueda de memoria asociativa
Debido a las muchas críticas, uno de los autores del modelo, Robert Shiffrin participó con otros colegas en la reformulación del modelo, esta vez con el nombre de búsqueda de memoria asociativa (search of associative memory, SAM).[3] Este modelo incluye la memoria sensorial dentro de la memoria a corto plazo y, en lugar de basar el procedimiento de almacenamiento en la práctica y el ensayo, lo fundamenta en un complejo sistema de asociaciones (entre la información reciente y las nociones ya adquiridas) y la lucha contra los elementos de distracción contrarios al almacenamiento que son la contigüidad y la similitud.
También este modelo ha recibido críticas porque no acaba de explicar satisfactoriamente como se refresca la memoria a largo plazo ni la coexistencia de datos contiguos y similares, sin perturbarse entre ellas, en la memoria a largo plazo.